# Lijst van rijksmonumenten in Den Haag/Scheveningen
Het stadsdeel Scheveningen in Den Haag, kent 228 inschrijvingen in het rijksmonumentenregister; hieronder een overzicht.

## Belgisch Park
De wijk Belgisch Park kent 10 rijksmonumenten:
| Object                                                                            | Oorspronkelijke functie? | Bouwjaar  | Architect       | Locatie            | Coördinaten?                 | Nr.?   | Afbeelding                                                                        |
| --------------------------------------------------------------------------------- | ------------------------ | --------- | --------------- | ------------------ | ---------------------------- | ------ | --------------------------------------------------------------------------------- |
| Vrijstaande villa in eclectische stijl                                            | Woonhuis                 | 1883      | Th. Coppieters  | Luiksestraat 2     | 52° 6' 32" NB, 4° 17' 28" OL | 477030 | Meer afbeeldingen                                                                 |
| Villa Blanda                                                                      | Woonhuis                 | 1886-87   | J.H. Beetsma    | Antwerpsestraat 6  | 52° 6' 33" NB, 4° 17' 26" OL | 477022 | Meer afbeeldingen                                                                 |
| Villa Agata                                                                       | Woonhuis                 | 1886-87   | J.H. Beetsma    | Antwerpsestraat 10 | 52° 6' 33" NB, 4° 17' 27" OL | 477023 | Meer afbeeldingen                                                                 |
| Villa Eletta                                                                      | Woonhuis                 | 1886-87   | J.H. Beetsma    | Antwerpsestraat 14 | 52° 6' 33" NB, 4° 17' 27" OL | 477024 | Meer afbeeldingen                                                                 |
| Vrijstaand woonhuis in eclectische stijl                                          | Woonhuis                 | 1875-1900 |                 | Badhuisweg 104     | 52° 6' 29" NB, 4° 17' 32" OL | 477029 | Vrijstaand woonhuis in eclectische stijl                                          |
| Rechterdeel van vrijstaand pand bestaande uit twee beneden- en twee bovenwoningen | Woonhuis                 | 1886      | Th. Coppieters  | Belgischeplein 32  | 52° 6' 36" NB, 4° 17' 30" OL | 477025 | Rechterdeel van vrijstaand pand bestaande uit twee beneden- en twee bovenwoningen |
| Linkerdeel van vrijstaand pand bestaande uit twee beneden- en twee bovenwoningen  | Woonhuis                 | 1886      | Th. Coppieters  | Belgischeplein 34  | 52° 6' 36" NB, 4° 17' 29" OL | 477026 | Linkerdeel van vrijstaand pand bestaande uit twee beneden- en twee bovenwoningen  |
| Helft van een vrijstaande dubbele villa in neorenaissancestijl                    | Woonhuis                 | ca. 1885  |                 | Gentsestraat 78    | 52° 6' 34" NB, 4° 17' 34" OL | 477027 | Helft van een vrijstaande dubbele villa in neorenaissancestijl                    |
| Helft van een vrijstaande dubbele villa in neorenaissancestijl                    | Woonhuis                 | ca. 1885  |                 | Gentsestraat 80    | 52° 6' 34" NB, 4° 17' 34" OL | 477028 | Helft van een vrijstaande dubbele villa in neorenaissancestijl                    |
| Poortgebouw strafgevangenis Scheveningen                                          | Gerechtsgebouw           | 1886      | Johan Metzelaar | Pompstationsweg 14 | 52° 6' 32" NB, 4° 18' 9" OL  | 477031 | Meer afbeeldingen                                                                 |

## Duindorp
De wijk Duindorp kent 2 rijksmonumenten:
| Object                               | Oorspronkelijke functie? | Bouwjaar | Architect           | Locatie           | Coördinaten?                 | Nr.?   | Afbeelding        |
| ------------------------------------ | ------------------------ | -------- | ------------------- | ----------------- | ---------------------------- | ------ | ----------------- |
| Zeezwaluwhof: binnenring met poorten | Woonhuis                 | 1916-17  | W. Greve; G. Albers | Zeezwaluwhof 2    | 52° 5' 28" NB, 4° 15' 48" OL | 488303 | Meer afbeeldingen |
| Zeezwaluwhof: buitenring met poorten | Woonhuis                 | 1916-17  | W. Greve; G. Albers | Zeezwaluwstraat 1 | 52° 5' 27" NB, 4° 15' 47" OL | 488302 | Meer afbeeldingen |

## Duinoord
De wijk Duinoord kent 84 rijksmonumenten:
| Object | Oorspronkelijke functie? | Bouwjaar       | Architect             | Locatie                                             | Coördinaten?                 | Nr.?   | Afbeelding |
| --- | ------------------------ | -------------- | --------------------- | --------------------------------------------------- | ---------------------------- | ------ | --- |
| Pand met neorenaissancegevel | Woonhuis                 | eind 19e eeuw  |                       | 1e Sweelinckstraat 76                               | 52° 5' 2" NB, 4° 17' 13" OL  | 18066  | Pand met neorenaissancegevel |
| Hoekpand met het Sweelinckplein. Rijk gedetailleerde gevels, waarin de vensters ontlastingsbogen met renaissanceornament of hoofdgestellen hebben. Afgeschuinde gevel op de hoek met loggia | Appartementengebouw      | eind 19e eeuw  |                       | Koningin Emmakade 170                               | 52° 4' 59" NB, 4° 17' 6" OL  | 17628  | Meer afbeeldingen |
| Pand in neorenaissancetrant in stijl behorend tot de bebouwing van het Sweelinckplein | Woonhuis                 | eind 19e eeuw  |                       | Koningin Emmakade 172                               | 52° 5' 2" NB, 4° 17' 3" OL   | 17629  | Meer afbeeldingen |
| Gymnasium Haganum | Onderwijs en wetenschap  | 1905-1907      | J.A.W. Vrijman        | Laan van Meerdervoort 57                            | 52° 5' 2" NB, 4° 17' 29" OL  | 459799 | Meer afbeeldingen |
| Poortgebouw | Onderwijs en wetenschap  | 1905-1907      | J.A.W. Vrijman        | Laan van Meerdervoort 57                            | 52° 5' 2" NB, 4° 17' 29" OL  | 459801 | Meer afbeeldingen |
| Conciërgewoning | Dienstwoning             | 1905-1907      | J.A.W. Vrijman        | Laan van Meerdervoort 57A                           | 52° 5' 1" NB, 4° 17' 29" OL  | 459800 | Meer afbeeldingen |
| Merkwaardig en goed voorbeeld van woonhuisbouw in art-nouveau stijl | Woonhuis                 | begin 20e eeuw |                       | Laan van Meerdervoort 213                           | 52° 4' 49" NB, 4° 16' 51" OL | 17653  | Meer afbeeldingen |
| Buitengewoon rijke architectuur in art-nouveau stijl, nog vrijwel volledig intact | Woonhuis                 | 1903           | L.A.H. de Wolf        | Laan van Meerdervoort 215                           | 52° 4' 49" NB, 4° 16' 51" OL | 17654  | Meer afbeeldingen |
| Merkwaardig en goed voorbeeld van woonhuisbouw in art-nouveau stijl | Woonhuis                 | begin 20e eeuw |                       | Laan van Meerdervoort 217                           | 52° 4' 48" NB, 4° 16' 51" OL | 17655  | Meer afbeeldingen |
| Merkwaardig en goed voorbeeld van woonhuisbouw in art-nouveau stijl | Woonhuis                 | begin 20e eeuw |                       | Laan van Meerdervoort 219                           | 52° 4' 48" NB, 4° 16' 50" OL | 17656  | Meer afbeeldingen |
| Merkwaardig en goed voorbeeld van woonhuisbouw in art-nouveau stijl | Woonhuis                 | begin 20e eeuw |                       | Laan van Meerdervoort 221                           | 52° 4' 48" NB, 4° 16' 50" OL | 17657  | Meer afbeeldingen |
| Merkwaardig en goed voorbeeld van woonhuisbouw in art-nouveau stijl | Woonhuis                 | begin 20e eeuw |                       | Laan van Meerdervoort 223                           | 52° 4' 48" NB, 4° 16' 50" OL | 17658  | Meer afbeeldingen |
| Merkwaardig en goed voorbeeld van woonhuisbouw in art-nouveau stijl | Woonhuis                 | begin 20e eeuw |                       | Laan van Meerdervoort 225                           | 52° 4' 48" NB, 4° 16' 49" OL | 17659  | Meer afbeeldingen |
| Merkwaardig en goed voorbeeld van woonhuisbouw in art-nouveau stijl | Woonhuis                 | begin 20e eeuw |                       | Laan van Meerdervoort 227                           | 52° 4' 48" NB, 4° 16' 49" OL | 17660  | Meer afbeeldingen |
| Merkwaardig en goed voorbeeld van woonhuisbouw in art-nouveau stijl | Woonhuis                 | begin 20e eeuw |                       | Laan van Meerdervoort 229                           | 52° 4' 48" NB, 4° 16' 49" OL | 17661  | Meer afbeeldingen |
| Merkwaardig en goed voorbeeld van woonhuisbouw in art-nouveau stijl | Woonhuis                 | begin 20e eeuw |                       | Laan van Meerdervoort 231                           | 52° 4' 48" NB, 4° 16' 48" OL | 17662  | Meer afbeeldingen |
| Merkwaardig en goed voorbeeld van woonhuisbouw in art-nouveau stijl | Woonhuis                 | begin 20e eeuw |                       | Laan van Meerdervoort 233                           | 52° 4' 47" NB, 4° 16' 48" OL | 17663  | Meer afbeeldingen |
| Merkwaardig en goed voorbeeld van woonhuisbouw in art-nouveau stijl | Woonhuis                 | begin 20e eeuw |                       | Laan van Meerdervoort 235                           | 52° 4' 47" NB, 4° 16' 48" OL | 17664  | Meer afbeeldingen |
| Herenhuis | Woonhuis                 | begin 20e eeuw |                       | Laan van Meerdervoort 237                           | 52° 4' 47" NB, 4° 16' 48" OL | 17665  | Herenhuis |
| Huize Duinoord. Pand in neorenaissancestijl met natuurstenen versieringen | Handel en kantoor        | 1894           |                       | Sweelinckplein 1                                    | 52° 5' 2" NB, 4° 17' 14" OL  | 18001  | Meer afbeeldingen |
| Huize Sri Wedari. Punt- en trapgevels, ontlastingsbogen op kapitelen, boogtrommel met vlechtwerk, alles in de trant der Hollandse vroege renaissance | Woonhuis                 | 1893           | Nicolaas Molenaar sr. | Sweelinckplein 2 en 3                               | 52° 5' 3" NB, 4° 17' 12" OL  | 18002  | Meer afbeeldingen |
| Herenhuis in neorenaissance trant, met in pleister gebosseerde parterre en in de verdieping vensters met gebogen frontons. Kroonlijst met consoles | Woonhuis                 | eind 19e eeuw  |                       | Sweelinckplein 4                                    | 52° 5' 3" NB, 4° 17' 11" OL  | 18003  | Meer afbeeldingen |
| Herenhuis in neorenaissance trant, eind 19e eeuw, met in pleister gebosseerde parterre en in de verdieping vensters met gebogen frontons. Kroonlijst met consoles | Woonhuis                 | eind 19e eeuw  |                       | Sweelinckplein 5                                    | 52° 5' 3" NB, 4° 17' 11" OL  | 18004  | Meer afbeeldingen |
| Pand in neorenaissance trant met links een puntgevel, bekroond door een aedicula-vormige top. Ontlastingsbogen, rustend op een leeuwenmasker. Rechts een vleugel onder kroonlijst met dakkapellen. Brede erker op zandstenen consoles                                                                   | Woonhuis                 | eind 19e eeuw  |                       | Sweelinckplein 6                                    | 52° 5' 3" NB, 4° 17' 11" OL  | 18005  | Meer afbeeldingen |
| Herenhuis in neorenaissance trant, met natuurstenen banden, vensterstrekken met blokken en in de verdieping boven de vensters hoofdgestellen op consoles. Balkon op ijzeren hekje op consoles. Kroonlijst met consoles en daarboven stenen dakkapel met voluten                                         | Woonhuis                 | eind 19e eeuw  |                       | Sweelinckplein 7                                    | 52° 5' 3" NB, 4° 17' 10" OL  | 18006  | Meer afbeeldingen |
| Herenhuis in neorenaissance trant. Gevel met natuurstenen banden, frontons boven de venster, maskerconsoles en houten erker op stenen consoles | Woonhuis                 | 1894           |                       | Sweelinckplein 8                                    | 52° 5' 3" NB, 4° 17' 10" OL  | 18007  | Meer afbeeldingen |
| Pand in neorenaissance trant met in de gevel banden, getoogde en geprofileerde vensterbekroningen en een balcon op consoles met ijzeren hekje. Boven de kroonlijst een dakkapel met rolwerk. Gepleisterde parterre                                                                                      | Woonhuis                 | eind 19e eeuw  |                       | Sweelinckplein 9                                    | 52° 5' 3" NB, 4° 17' 9" OL   | 18008  | Meer afbeeldingen |
| Pand in neorenaissance trant met in de parterre flauw getoogde vensters. Banden, lijsten, kroonlijst met consoles, rechts een risaliet, bekroond door een dakvenster met vleugelstukken. Balkon met ijzeren hek en gebeeldhouwde voluutconsoles                                                         | Woonhuis                 | eind 19e eeuw  |                       | Sweelinckplein 12A                                  | 52° 5' 3" NB, 4° 17' 9" OL   | 18010  | Meer afbeeldingen |
| Sweelinckhuis | Woonhuis                 | eind 19e eeuw  |                       | Sweelinckplein 10                                   | 52° 5' 3" NB, 4° 17' 9" OL   | 18009  | Meer afbeeldingen |
| Pand in neorenaissance trant, versierd met banden, geblokte strekken en boven de risaliet een topgevel | Woonhuis                 | eind 19e eeuw  |                       | Sweelinckplein 12                                   | 52° 5' 2" NB, 4° 17' 8" OL   | 18012  | Meer afbeeldingen |
| Pand in neorenaissance trant met symmetrische gevel, waarin een middenrisaliet, waarboven een dakkapel met rolwerkversiering. Banden, geblokte vensterstrekken. Balkon met voluutconsoles | Woonhuis                 | eind 19e eeuw  |                       | Sweelinckplein 12                                   | 52° 5' 2" NB, 4° 17' 8" OL   | 18011  | Meer afbeeldingen |
| Pand in neorenaissance trant, versierd met banden, geblokte strekken en boven de risaliet, waarin een houten erker, een topgevel | Woonhuis                 | einde 19e eeuw |                       | Sweelinckplein 14                                   | 52° 5' 2" NB, 4° 17' 8" OL   | 18013  | Meer afbeeldingen |
| Hoekpand Waldeck Pyrmontkade in neorenaissance trant. Op de afgeschuinde hoek een stenen erker over twee verdiepingen, gedragen door consoles. Vensters met hoofdgestellen | Woonhuis                 | eind 19e eeuw  |                       | Sweelinckplein 13b (voorheen nr. 15), 14a, 14b, 14c | 52° 5' 2" NB, 4° 17' 7" OL   | 18014  | Meer afbeeldingen |
| Pand in neorenaissance trant, versierd met banden en negblokken. Getoogde vensters, in het rechter deel van de gevel driedelig. Links een risaliet met getoogde ingang, bekroond door een fronton. Souterrain; stenen dakkapellen                                                                       | Woonhuis                 | eind 19e eeuw  |                       | Sweelinckplein 16                                   | 52° 5' 1" NB, 4° 17' 3" OL   | 18015  | Meer afbeeldingen |
| Pand in neorenaissance trant met natuurstenen banden en blokken | Woonhuis                 | eind 19e eeuw  |                       | Sweelinckplein 18                                   | 52° 5' 1" NB, 4° 17' 2" OL   | 18016  | Meer afbeeldingen |
| Pand in neorenaissance trant, met souterrain | Woonhuis                 | eind 19e eeuw  |                       | Sweelinckplein 20                                   | 52° 5' 1" NB, 4° 17' 2" OL   | 18017  | Meer afbeeldingen |
| Pand in neorenaissance trant met souterrain | Woonhuis                 | eind 19e eeuw  |                       | Sweelinckplein 22                                   | 52° 5' 1" NB, 4° 17' 1" OL   | 18018  | Meer afbeeldingen |
| Herenhuis in neorenaissance trant met souterrain. Lijstgevel versierd met banden, blokken en een getoogde ingangsomlijsting. Balcon op voluutconsoles | Woonhuis                 | eind 19e eeuw  |                       | Sweelinckplein 24                                   | 52° 5' 1" NB, 4° 17' 1" OL   | 18019  | Meer afbeeldingen |
| Herenhuis in neorenaissance trant | Woonhuis                 | eind 19e eeuw  |                       | Sweelinckplein 26                                   | 52° 5' 1" NB, 4° 17' 1" OL   | 18020  | Meer afbeeldingen |
| Herenhuis in neorenaissance trant, gedateerd in cartouches in de ontlastingsbogen | Woonhuis                 | 1897           | Klaas Stoffels        | Sweelinckplein 28                                   | 52° 5' 1" NB, 4° 17' 1" OL   | 18021  | Meer afbeeldingen |
| Herenhuis in neorenaissance trant. Middenrisaliet met topgevel, waaronder consoles | Woonhuis                 | eind 19e eeuw  | Klaas Stoffels        | Sweelinckplein 29                                   | 52° 5' 0" NB, 4° 17' 0" OL   | 18022  | Meer afbeeldingen |
| Herenhuis in neorenaissance trant. Middenrisaliet met topgevel, waaronder consoles. Vensters met ontlastingsbogen; op het middenvenster van de verdieping een fronton. Balkon op consoles. Boogfries onder de gootlijst                                                                                 | Woonhuis                 | eind 19e eeuw  | Klaas Stoffels        | Sweelinckplein 30                                   | 52° 5' 0" NB, 4° 16' 60" OL  | 18023  | Meer afbeeldingen |
| Herenhuis in neorenaissance trant, gedateerd in cartouches in de ontlastingsbogen. Middentopgevel met rolwerkvoluten, obelisken en aedicula. Versiering met banden. Houten erker op voluutconsoles | Woonhuis                 | 1897           | Klaas Stoffels        | Sweelinckplein 31                                   | 52° 5' 0" NB, 4° 16' 60" OL  | 18024  | Meer afbeeldingen |
| Pand in neorenaissance trant, met in de door een topgevel met voluten bekroonde gevel vensters met ontlastingsbogen. Links een afgeschuinde hoek en een trapgevel dwars op de straatas | Woonhuis                 | eind 19e eeuw  |                       | Sweelinckplein 32                                   | 52° 4' 60" NB, 4° 16' 59" OL | 18025  | Meer afbeeldingen |
| Pand in neorenaissance trant met in de gevel geblokte ontlastingsbogen en negblokken. Driezijdige erker voor parterre en eerste verdieping | Woonhuis                 | eind 19e eeuw  |                       | Sweelinckplein 33                                   | 52° 4' 60" NB, 4° 16' 59" OL | 18026  | Meer afbeeldingen |
| Pand in neorenaissance trant. Rechts een puntgevel. Vensters met geblokte ontlastingsbogen | Woonhuis                 | eind 19e eeuw  |                       | Sweelinckplein 34                                   | 52° 4' 60" NB, 4° 16' 58" OL | 18027  | Pand in neorenaissance trant. Rechts een puntgevel. Vensters met geblokte ontlastingsbogen |
| Pand in neorenaissance trant met in de gevel vensters met geblokte ontlastingsbogen. Houten erker met snijwerk en balustrade. Kroonlijst, waarboven dakkapellen | Woonhuis                 | eind 19e eeuw  |                       | Sweelinckplein 35                                   | 52° 4' 60" NB, 4° 16' 58" OL | 18028  | Pand in neorenaissance trant met in de gevel vensters met geblokte ontlastingsbogen. Houten erker met snijwerk en balustrade. Kroonlijst, waarboven dakkapellen |
| Pand in neorenaissance trant. In de gevel vensters met geblokte ontlastingsbogen. Topgevel met voluten. Erkeruitbouw | Woonhuis                 | eind 19e eeuw  |                       | Sweelinckplein 36                                   | 52° 4' 60" NB, 4° 16' 58" OL | 18029  | Pand in neorenaissance trant. In de gevel vensters met geblokte ontlastingsbogen. Topgevel met voluten. Erkeruitbouw |
| Pand in neorenaissance trant met geblokte ontlastingsbogen. Erker voor de parterre en de eerste verdieping | Woonhuis                 | eind 19e eeuw  |                       | Sweelinckplein 37                                   | 52° 4' 60" NB, 4° 16' 57" OL | 18030  | Pand in neorenaissance trant met geblokte ontlastingsbogen. Erker voor de parterre en de eerste verdieping |
| Pand in neorenaissance trant. Gevelversiering met banden en blokken. Ontlastingsbogen met in de boogtrommels renaissance-versieringen. Dakkapel met rolwerk | Woonhuis                 | eind 19e eeuw  |                       | Sweelinckplein 38                                   | 52° 4' 60" NB, 4° 16' 57" OL | 18031  | Pand in neorenaissance trant. Gevelversiering met banden en blokken. Ontlastingsbogen met in de boogtrommels renaissance-versieringen. Dakkapel met rolwerk |
| Pand in neorenaissance trant | Woonhuis                 | eind 19e eeuw  |                       | Sweelinckplein 40                                   | 52° 4' 59" NB, 4° 16' 57" OL | 18032  | Pand in neorenaissance trant |
| Pand in neorenaissance trant. Rechts een risaliet met ingang en trapgevelbekroning. Links tweedelig venster onder samengestelde ontlastingsboog | Woonhuis                 | eind 19e eeuw  |                       | Sweelinckplein 42                                   | 52° 4' 58" NB, 4° 16' 57" OL | 18033  | Pand in neorenaissance trant. Rechts een risaliet met ingang en trapgevelbekroning. Links tweedelig venster onder samengestelde ontlastingsboog |
| Hoekpand Reinkenstraat in neorenaissance trant. Pand met afgeschuinde hoek en trapgevels, gedateerd op cartouches. Versiering van banden, blokken en ontlastingsbogen. Erker op de hoek op ijzeren draagconstructie                                                                                     | Woonhuis                 | 1897           |                       | Sweelinckplein 45                                   | 52° 4' 58" NB, 4° 16' 58" OL | 18034  | Hoekpand Reinkenstraat in neorenaissance trant. Pand met afgeschuinde hoek en trapgevels, gedateerd op cartouches. Versiering van banden, blokken en ontlastingsbogen. Erker op de hoek op ijzeren draagconstructie                                                                                     |
| PAND in neorenaissance trant. Parterre bekleed met hardsteen. Rechts een driezijdig uitgebouwde erker over twee verdiepingen, waarboven houten loggia, versierd met rijk snijwerk. Topgevel | Woonhuis                 | einde 19e eeuw |                       | Sweelinckplein 46                                   | 52° 4' 59" NB, 4° 16' 58" OL | 18035  | PAND in neorenaissance trant. Parterre bekleed met hardsteen. Rechts een driezijdig uitgebouwde erker over twee verdiepingen, waarboven houten loggia, versierd met rijk snijwerk. Topgevel |
| Pand in neorenaissance trant. Parterre bekleed met hardsteen. Links een driezijdig uitgebouwde erker over twee verdiepingen, waarboven loggia van hout met rijk snijwerk. Topgevel | Woonhuis                 | eind 19e eeuw  |                       | Sweelinckplein 47                                   | 52° 4' 59" NB, 4° 16' 59" OL | 18036  | Pand in neorenaissance trant. Parterre bekleed met hardsteen. Links een driezijdig uitgebouwde erker over twee verdiepingen, waarboven loggia van hout met rijk snijwerk. Topgevel |
| Pand in neorenaissance trant. Gevel versierd met banden en negblokken. Souterrain. Rechts getoogde ingangspartij. Links houten erker en twee door de kroonlijst heengebroken dakkapellen met trapgevelbekroning                                                                                         | Woonhuis                 | eind 19e eeuw  |                       | Sweelinckplein 48                                   | 52° 4' 59" NB, 4° 16' 59" OL | 18037  | Pand in neorenaissance trant. Gevel versierd met banden en negblokken. Souterrain. Rechts getoogde ingangspartij. Links houten erker en twee door de kroonlijst heengebroken dakkapellen met trapgevelbekroning                                                                                         |
| Pand in neorenaissance trant. Souterrain. Gevelversiering met geblokte vensterstrekken en gekoppelde ontlastingsboogjes. Boven de ingang een houten balcon | Woonhuis                 | eind 19e eeuw  |                       | Sweelinckplein 50                                   | 52° 4' 59" NB, 4° 16' 59" OL | 18038  | Pand in neorenaissance trant. Souterrain. Gevelversiering met geblokte vensterstrekken en gekoppelde ontlastingsboogjes. Boven de ingang een houten balcon |
| Pand in neorenaissance trant met souterrain. Getoogde vensters. Friezen van baksteen. Boven de ingang een trapgevelbekroning. Het rechter deel van de gevel is hoger opgehaald en heeft een dakkapel met spitsje                                                                                        | Woonhuis                 | eind 19e eeuw  |                       | Sweelinckplein 52                                   | 52° 4' 59" NB, 4° 16' 60" OL | 18039  | Pand in neorenaissance trant met souterrain. Getoogde vensters. Friezen van baksteen. Boven de ingang een trapgevelbekroning. Het rechter deel van de gevel is hoger opgehaald en heeft een dakkapel met spitsje                                                                                        |
| Pand in neorenaissance trant met souterrain. Balcon op consoles, waarboven een houten erker. Afgeknotte trapgevel. Links een driezijdig torentje | Woonhuis                 | eind 19e eeuw  |                       | Sweelinckplein 54                                   | 52° 4' 59" NB, 4° 17' 0" OL  | 18040  | Pand in neorenaissance trant met souterrain. Balcon op consoles, waarboven een houten erker. Afgeknotte trapgevel. Links een driezijdig torentje |
| Pand in neorenaissance trant met geblokte ontlastingsbogen en kroonlijst | Woonhuis                 | eind 19e eeuw  |                       | Sweelinckplein 56                                   | 52° 4' 59" NB, 4° 17' 1" OL  | 18041  | Pand in neorenaissance trant met geblokte ontlastingsbogen en kroonlijst |
| Pand in neorenaissance trant met souterrain, ontlastingsbogen met blokken en brede erker op versierde consoles | Woonhuis                 | eind 19e eeuw  |                       | Sweelinckplein 58                                   | 52° 4' 59" NB, 4° 17' 1" OL  | 18042  | Pand in neorenaissance trant met souterrain, ontlastingsbogen met blokken en brede erker op versierde consoles |
| Pand in neorenaissance trant met souterrain, ontlastingsbogen met blokken en brede erker op versierde consoles | Woonhuis                 | eind 19e eeuw  |                       | Sweelinckplein 60                                   | 52° 4' 59" NB, 4° 17' 1" OL  | 18043  | Pand in neorenaissance trant met souterrain, ontlastingsbogen met blokken en brede erker op versierde consoles |
| Pand in neorenaissance trant uit het met geblokte ontlastingsbogen en kroonlijst | Woonhuis                 | eind 19e eeuw  |                       | Sweelinckplein 61                                   | 52° 4' 59" NB, 4° 17' 2" OL  | 18044  | Pand in neorenaissance trant uit het met geblokte ontlastingsbogen en kroonlijst |
| Pand in neorenaissance trant met banden, blokken en een segmentvormig uitstekende erker | Woonhuis                 | eind 19e eeuw  |                       | Sweelinckplein 62                                   | 52° 4' 59" NB, 4° 17' 2" OL  | 18045  | Pand in neorenaissance trant met banden, blokken en een segmentvormig uitstekende erker |
| Pand in neorenaissance trant met trapgevel, waarin ontlastingsbogen, blokken, banden. Links een terugliggende ingangstravee met boogfries en balcon met balustrade | Woonhuis                 | eind 19e eeuw  |                       | Sweelinckplein 63                                   | 52° 4' 59" NB, 4° 17' 2" OL  | 18046  | Pand in neorenaissance trant met trapgevel, waarin ontlastingsbogen, blokken, banden. Links een terugliggende ingangstravee met boogfries en balcon met balustrade |
| Pand in neorenaissance trant met trapgevel boven de middenas. De gevel is versierd met geblokte ontlastingsbogen en banden | Woonhuis                 | 19e eeuw       |                       | Sweelinckplein 64                                   | 52° 4' 59" NB, 4° 17' 3" OL  | 18047  | Pand in neorenaissance trant met trapgevel boven de middenas. De gevel is versierd met geblokte ontlastingsbogen en banden |
| Pand in neorenaissance trant met trapgevel, waarin ontlastingsbogen, blokken en banden. Rechts een terugliggende ingangspartij met boogfries en balcon met balustrade | Woonhuis                 | eind 19e eeuw  |                       | Sweelinckplein 65                                   | 52° 4' 59" NB, 4° 17' 3" OL  | 18048  | Pand in neorenaissance trant met trapgevel, waarin ontlastingsbogen, blokken en banden. Rechts een terugliggende ingangspartij met boogfries en balcon met balustrade |
| Pand in neorenaissance trant met trapgevel boven de middenas. De gevel is versierd met geblokte ontlastingsbogen en banden | Woonhuis                 | eind 19e eeuw  |                       | Sweelinckplein 66                                   | 52° 4' 59" NB, 4° 17' 4" OL  | 18049  | Pand in neorenaissance trant met trapgevel boven de middenas. De gevel is versierd met geblokte ontlastingsbogen en banden |
| Pand in neorenaissance trant met rechts topgevel. Brede houten erker op korbelen. Gevelversiering met banden en blokken. Links getoogde ingangspartij | Woonhuis                 | eind 19e eeuw  |                       | Sweelinckplein 68                                   | 52° 4' 59" NB, 4° 17' 4" OL  | 18050  | Pand in neorenaissance trant met rechts topgevel. Brede houten erker op korbelen. Gevelversiering met banden en blokken. Links getoogde ingangspartij |
| Pand in neorenaissance trant met links topgevel. Brede houten erker op korbelen. Gevelversiering met banden en blokken. Rechts getoogde ingangspartij | Woonhuis                 | eind 19e eeuw  |                       | Sweelinckplein 70                                   | 52° 4' 59" NB, 4° 17' 4" OL  | 18051  | Pand in neorenaissance trant met links topgevel. Brede houten erker op korbelen. Gevelversiering met banden en blokken. Rechts getoogde ingangspartij |
| Pand in neorenaissance trant. Het rechter deel wordt afgesloten door een kroonlijst, waaronder boogfries. Links een rijk gedetailleerde trapgevel in Hollandse renaissancevormen met ontlastingsbogen, waarin vlechtwerk, sierankers en flankerende overhoekse pinakels. Erker op natuurstenen consoles | Woonhuis                 | eind 19e eeuw  | G. Brouwer (jr.)      | Sweelinckplein 71                                   | 52° 4' 59" NB, 4° 17' 5" OL  | 18052  | Pand in neorenaissance trant. Het rechter deel wordt afgesloten door een kroonlijst, waaronder boogfries. Links een rijk gedetailleerde trapgevel in Hollandse renaissancevormen met ontlastingsbogen, waarin vlechtwerk, sierankers en flankerende overhoekse pinakels. Erker op natuurstenen consoles |
| Pand in neorenaissance trant met ontlastingsbogen en blokken. Rechts travee met ingang, erker en bekronende puntgevel | Woonhuis                 | eind 19e eeuw  |                       | Sweelinckplein 72                                   | 52° 4' 59" NB, 4° 17' 5" OL  | 18053  | Pand in neorenaissance trant met ontlastingsbogen en blokken. Rechts travee met ingang, erker en bekronende puntgevel |
| Pand bij nr. 74 getrokken | Woonhuis                 |                |                       | Sweelinckplein bij 72/73                            | 52° 4' 59" NB, 4° 17' 6" OL  | 18054  | Pand bij nr. 74 getrokken |
| Panden in neorenaissance trant | Woonhuis                 | eind 19e eeuw  |                       | Sweelinckplein 74                                   | 52° 4' 59" NB, 4° 17' 6" OL  | 18055  | Panden in neorenaissance trant |
| neorenaissance pand op de hoek van de Waldeck Pyrmontkade. Gevelversiering met banden, ontlastingsbogen en frontons. Erker voor de parterre. Dakkapel met zijvoluten | Woonhuis                 | eind 19e eeuw  |                       | Sweelinckplein 75                                   | 52° 5' 0" NB, 4° 17' 9" OL   | 18056  | Meer afbeeldingen |
| neorenaissance pand. Gevelversiering met banden, geblokte ontlastingsbogen en frontons. Kroonlijst met consoles | Woonhuis                 | eind 19e eeuw  |                       | Sweelinckplein 76                                   | 52° 5' 1" NB, 4° 17' 10" OL  | 18057  | Meer afbeeldingen |
| Pand met neorenaissancegevel. Versiering met banden en ontlastingsbogen. Kroonlijst met consoles | Woonhuis                 | eind 19e eeuw  |                       | Sweelinckplein 77                                   | 52° 5' 1" NB, 4° 17' 10" OL  | 18058  | Meer afbeeldingen |
| Pand met neorenaissancegevel. Versiering met banden en ontlastingsbogen. Rijk versierde lateien boven de verdiepingsvensters | Woonhuis                 | eind 19e eeuw  |                       | Sweelinckplein 78                                   | 52° 5' 1" NB, 4° 17' 10" OL  | 18059  | Meer afbeeldingen |
| Pand met neorenaissancegevel. Gevel met geblokte ontlastingsbogen. Middentopgevel met klein fronton | Handel en kantoor        | eind 19e eeuw  |                       | Sweelinckplein 79                                   | 52° 5' 1" NB, 4° 17' 11" OL  | 18060  | Meer afbeeldingen |
| Pand met neorenaissancegevel. De parterre heeft in pleister uitgevoerd bossagewerk. Ontlastingsbogen met vlechtwerk in de boogtrommels. Erker | Woonhuis                 | eind 19e eeuw  |                       | Sweelinckplein 80                                   | 52° 5' 1" NB, 4° 17' 11" OL  | 18061  | Meer afbeeldingen |
| Pand met neorenaissancegevel. Gevel met vensters onder gebogen of driehoekige frontons of hoofdgestellen met consoles. De parterre heeft in pleister uitgevoerd bossagewerk | Woonhuis                 | eind 19e eeuw  |                       | Sweelinckplein 81                                   | 52° 5' 1" NB, 4° 17' 11" OL  | 18062  | Meer afbeeldingen |
| Pand met neorenaissancegevel. Gevelversiering met banden en blokken, vensters met hoofdgestellen. Middentop met klein fronton | Woonhuis                 | eind 19e eeuw  |                       | Sweelinckplein 82                                   | 52° 5' 1" NB, 4° 17' 12" OL  | 18063  | Meer afbeeldingen |
| Pand met renaissancegevel. Zeer rijke gevelbehandeling met banden, halve zuilen en pilasters met bewerkte schachten, sluitstenen, lijsten en consoles. Topgevel met voluten en bekronend gebroken fronton. Getoogde parterrevensters. Links een erker op consoles                                       | Woonhuis                 | eind 19e eeuw  |                       | Sweelinckplein 83                                   | 52° 5' 2" NB, 4° 17' 12" OL  | 18064  | Pand met renaissancegevel. Zeer rijke gevelbehandeling met banden, halve zuilen en pilasters met bewerkte schachten, sluitstenen, lijsten en consoles. Topgevel met voluten en bekronend gebroken fronton. Getoogde parterrevensters. Links een erker op consoles                                       |
| Pand met neorenaissancegevel. Rechts een afgeknotte puntgevel met houten voorschot. Leeuwenmasker-sluitstenen, vakwerk, vlechtwerk en sierankers | Woonhuis                 | eind 19e eeuw  |                       | Sweelinckplein 84                                   | 52° 5' 2" NB, 4° 17' 12" OL  | 18065  | Pand met neorenaissancegevel. Rechts een afgeknotte puntgevel met houten voorschot. Leeuwenmasker-sluitstenen, vakwerk, vlechtwerk en sierankers |

## Statenkwartier
Het Statenkwartier kent 28 rijksmonumenten:
| Object                                          | Oorspronkelijke functie? | Bouwjaar | Architect                     | Locatie                                 | Coördinaten?                 | Nr.?   | Afbeelding                                     |
| ----------------------------------------------- | ------------------------ | -------- | ----------------------------- | --------------------------------------- | ---------------------------- | ------ | ---------------------------------------------- |
| Hoofdgebouw de Sierkan                          | Industrie                | 1904     | J.F.L. Frowein                | Antonie Heinsiusstraat 3A               | 52° 5' 22" NB, 4° 16' 43" OL | 461426 | Meer afbeeldingen                              |
| Woningblok van vier aaneengebouwde herenhuizen  | Woonhuis                 | 1921     | J. Duiker; B. Bijvoet         | Doornstraat 64                          | 52° 5' 57" NB, 4° 16' 33" OL | 506133 | Woningblok van vier aaneengebouwde herenhuizen |
| Vrijstaande villa in overgangsarchitectuur      | Woonhuis                 | 1908     | Z. Hoek; J.T. Wouters         | Eisenhowerlaan 130                      | 52° 5' 38" NB, 4° 16' 53" OL | 461427 | Vrijstaande villa in overgangsarchitectuur     |
| Huize de Kempenaer                              | Woonhuis                 | 1909     | J. Mutters jr.                | Eisenhowerlaan 132                      | 52° 5' 38" NB, 4° 16' 54" OL | 461428 | Huize de Kempenaer                             |
| Duin en Berg: rechterdeel                       | Woonhuis                 | 1903     | H. van Noort                  | Frederik Hendriklaan 2                  | 52° 5' 52" NB, 4° 16' 49" OL | 461430 | Duin en Berg: rechterdeel                      |
| Duin en Berg: linkerdeel                        | Woonhuis                 | 1903     | H. van Noort                  | Johan van Oldenbarneveltlaan 74         | 52° 5' 52" NB, 4° 16' 50" OL | 461431 | Duin en Berg: linkerdeel                       |
| Woningblok van negen herenhuizen, onderdeel     | Woonhuis                 | 1920     | J. Duiker; B. Bijvoet         | Johan van Oldenbarneveltlaan 98 t/m 11? | 52° 5' 56" NB, 4° 16' 35" OL | 506135 | Meer afbeeldingen                              |
| Hoekwoningen                                    | Woonhuis                 | 1921     |                               | Johan van Oldenbarneveltlaan 121        | 52° 5' 56" NB, 4° 16' 33" OL | 506134 | Meer afbeeldingen                              |
| Vrijstaande villa                               | Woonhuis                 | 1903     | J.F. Klinkhamer; B.J. Ouëndag | Prins Mauritslaan 1                     | 52° 5' 37" NB, 4° 16' 51" OL | 461429 | Vrijstaande villa                              |
| Villa Henny                                     | Woonhuis                 | 1898     | H.P. Berlage                  | Scheveningseweg 42                      | 52° 5' 45" NB, 4° 17' 8" OL  | 17972  | Meer afbeeldingen                              |
| Villa Anna                                      | Woonhuis                 | 1899     | J. Limburg                    | Scheveningseweg 52                      | 52° 5' 48" NB, 4° 17' 5" OL  | 461433 | Meer afbeeldingen                              |
| Villa Rosina                                    | Woonhuis                 | 1897     | J.G. Steenbeek                | Scheveningseweg 72                      | 52° 5' 54" NB, 4° 16' 58" OL | 461432 | Villa Rosina                                   |
| Herenhuis                                       | Woonhuis                 | 1902     | N. Molenaar                   | Statenlaan 2A                           | 52° 5' 29" NB, 4° 16' 40" OL | 461434 | Herenhuis                                      |
| Vrijgelegen herenhuis gebouwd in neorenaissance | Woonhuis                 | 1901-02  |                               | Statenlaan 4                            | 52° 5' 30" NB, 4° 16' 39" OL | 461617 | Meer afbeeldingen                              |
| Herenhuis                                       | Woonhuis                 | 1902     | N. Molenaar                   | Statenplein 4                           | 52° 5' 29" NB, 4° 16' 40" OL | 461435 | Meer afbeeldingen                              |
| Herenhuis                                       | Woonhuis                 | 1902     | N. Molenaar                   | Statenplein 5                           | 52° 5' 29" NB, 4° 16' 40" OL | 461436 | Meer afbeeldingen                              |
| Herenhuis                                       | Woonhuis                 | 1902     | N. Molenaar                   | Statenplein 6                           | 52° 5' 29" NB, 4° 16' 40" OL | 461437 | Meer afbeeldingen                              |
| Herenhuis                                       | Woonhuis                 | 1902     | N. Molenaar                   | Statenplein 7                           | 52° 5' 28" NB, 4° 16' 40" OL | 461438 | Meer afbeeldingen                              |
| Herenhuis                                       | Woonhuis                 | 1902     | N. Molenaar                   | Statenplein 8                           | 52° 5' 28" NB, 4° 16' 40" OL | 461439 | Meer afbeeldingen                              |
| Herenhuis                                       | Woonhuis                 | 1902     | N. Molenaar                   | Statenplein 9                           | 52° 5' 28" NB, 4° 16' 40" OL | 461440 | Meer afbeeldingen                              |
| Herenhuis                                       | Woonhuis                 | 1902     | N. Molenaar                   | Statenplein 10                          | 52° 5' 28" NB, 4° 16' 39" OL | 461441 | Meer afbeeldingen                              |
| Herenhuis                                       | Woonhuis                 | 1902     | N. Molenaar                   | Statenplein 11                          | 52° 5' 27" NB, 4° 16' 39" OL | 461442 | Meer afbeeldingen                              |
| Herenhuis                                       | Woonhuis                 | 1902     | N. Molenaar                   | Statenplein 12                          | 52° 5' 27" NB, 4° 16' 39" OL | 461443 | Meer afbeeldingen                              |
| Herenhuis                                       | Woonhuis                 | 1902     | N. Molenaar                   | Statenplein 13                          | 52° 5' 27" NB, 4° 16' 39" OL | 461444 | Herenhuis                                      |
| Duinrust                                        | Woonhuis                 | 1903     |                               | Statenplein 21                          | 52° 5' 25" NB, 4° 16' 42" OL | 461448 | Duinrust                                       |
| Hoekpand in neorenaissance                      | Woonhuis                 | 1902     | N. Molenaar                   | Willem de Zwijgerlaan 1                 | 52° 5' 27" NB, 4° 16' 38" OL | 461445 | Hoekpand in neorenaissance                     |
| Herenhuis                                       | Woonhuis                 | 1902     | N. Molenaar                   | Willem de Zwijgerlaan 1A                | 52° 5' 27" NB, 4° 16' 38" OL | 461446 | Herenhuis                                      |
| Herenhuis                                       | Woonhuis                 | 1902     | N. Molenaar                   | Willem de Zwijgerlaan 5                 | 52° 5' 27" NB, 4° 16' 38" OL | 461447 | Herenhuis                                      |

## Oostduinen
De wijk Oostduinen kent 2 rijksmonumenten:
| Object                                                     | Oorspronkelijke functie? | Bouwjaar  | Architect                | Locatie             | Coördinaten?                | Nr.?   | Afbeelding                                                 |
| ---------------------------------------------------------- | ------------------------ | --------- | ------------------------ | ------------------- | --------------------------- | ------ | ---------------------------------------------------------- |
| Machinegebouw en ketelhuis van het duinwaterleidingcomplex | Industrie                | 1874-1901 |                          | Pompstationsweg 325 | 52° 7' 3" NB, 4° 18' 30" OL | 477403 | Machinegebouw en ketelhuis van het duinwaterleidingcomplex |
| Watertoren                                                 | Nutsbedrijf              | 1874      | L.A. Brouwer; Thy. Stang | Pompstationsweg 327 | 52° 7' 2" NB, 4° 18' 24" OL | 477404 | Meer afbeeldingen                                          |

## Scheveningen
De wijk Scheveningen kent 31 rijksmonumenten:
| Object | Oorspronkelijke functie?  | Bouwjaar              | Architect                        | Locatie                   | Coördinaten?                 | Nr.?   | Afbeelding |
| --- | ------------------------- | --------------------- | -------------------------------- | ------------------------- | ---------------------------- | ------ | --- |
| Onze Lieve Vrouw van Lourdeskerk | Kerk en kerkonderdeel     | 1912-65               | A.J. Kropholler                  | 2e Messstraat 108         | 52° 6' 35" NB, 4° 17' 0" OL  | 452744 | Meer afbeeldingen |
| Vrijstaand pension-woonhuis annex café-restaurant | Horeca                    | 1890                  | J.H. van der Lubbe               | Badhuiskade 1             | 52° 6' 30" NB, 4° 16' 36" OL | 452747 | Vrijstaand pension-woonhuis annex café-restaurant |
| Berkenbosch Blokstraat: bouwblok | Woonhuis                  | 1917-25               | A.J. Kropholler                  | Berkenbosch Blokstraat 3  | 52° 6' 37" NB, 4° 17' 1" OL  | 459803 | Berkenbosch Blokstraat: bouwblok |
| Berkenbosch Blokstraat: bouwblok | Woonhuis                  | 1917-25               | A.J. Kropholler                  | Berkenbosch Blokstraat 5  | 52° 6' 37" NB, 4° 17' 1" OL  | 459804 | Berkenbosch Blokstraat: bouwblok |
| Berkenbosch Blokstraat: bouwblok | Woonhuis                  | 1917-25               | A.J. Kropholler                  | Berkenbosch Blokstraat 7  | 52° 6' 37" NB, 4° 17' 1" OL  | 459805 | Berkenbosch Blokstraat: bouwblok |
| Berkenbosch Blokstraat: bouwblok | Woonhuis                  | 1917-25               | A.J. Kropholler                  | Berkenbosch Blokstraat 11 | 52° 6' 36" NB, 4° 17' 2" OL  | 459806 | Meer afbeeldingen |
| Berkenbosch Blokstraat: bouwblok | Woonhuis                  | 1917-25               | A.J. Kropholler                  | Berkenbosch Blokstraat 13 | 52° 6' 36" NB, 4° 17' 2" OL  | 459807 | Meer afbeeldingen |
| Berkenbosch Blokstraat: bouwblok | Woonhuis                  | 1917-25               | A.J. Kropholler                  | Berkenbosch Blokstraat 15 | 52° 6' 36" NB, 4° 17' 2" OL  | 459808 | Meer afbeeldingen |
| Berkenbosch Blokstraat: bouwblok | Woonhuis                  | 1917-25               | A.J. Kropholler                  | Berkenbosch Blokstraat 17 | 52° 6' 36" NB, 4° 17' 3" OL  | 459809 | Meer afbeeldingen |
| Kurhaus | Gezondheidszorg           | 1884-87               | J.F. Henkenhaf; F. Egbert        | Gevers Deynootplein 30    | 52° 6' 47" NB, 4° 16' 55" OL | 17514  | Meer afbeeldingen |
| Oude Kerk | Kerk en kerkonderdeel     | tweede helft 15e eeuw |                                  | Keizerstraat 8            | 52° 6' 24" NB, 4° 16' 24" OL | 17617  | Meer afbeeldingen |
| Winkel-woonhuis op rechthoekige plattegrond in overgangsarchitectuur met zowel historiserende als aan de Weense Sezession ontleende motieven. Het winkel-woonhuis is opgenomen in een gesloten gevelrij | Werk-woonhuis             | 1903                  | C.J.M. van Duijne                | Keizerstraat 213          | 52° 6' 16" NB, 4° 16' 32" OL | 452751 | Winkel-woonhuis op rechthoekige plattegrond in overgangsarchitectuur met zowel historiserende als aan de Weense Sezession ontleende motieven. Het winkel-woonhuis is opgenomen in een gesloten gevelrij |
| Neptunusstraat: bouwblok | Woonhuis                  | 1917-25               | A.J. Kropholler                  | Neptunusstraat 140        | 52° 6' 34" NB, 4° 17' 2" OL  | 459810 | Upload foto |
| Neptunusstraat: bouwblok | Woonhuis                  | 1917-25               | A.J. Kropholler                  | Neptunusstraat 144        | 52° 6' 34" NB, 4° 17' 2" OL  | 459811 | Upload foto |
| Neptunusstraat: bouwblok | Woonhuis                  | 1917-25               | A.J. Kropholler                  | Neptunusstraat 146        | 52° 6' 35" NB, 4° 17' 2" OL  | 459812 | Upload foto |
| Neptunusstraat: bouwblok | Woonhuis                  | 1917-25               | A.J. Kropholler                  | Neptunusstraat 148        | 52° 6' 35" NB, 4° 17' 2" OL  | 459813 | Upload foto |
| Neptunusstraat: bouwblok | Woonhuis                  | 1917-25               | A.J. Kropholler                  | Neptunusstraat 150        | 52° 6' 35" NB, 4° 17' 3" OL  | 459814 | Neptunusstraat: bouwblok |
| Neptunusstraat: bouwblok | Woonhuis                  | 1917-25               | A.J. Kropholler                  | Neptunusstraat 152        | 52° 6' 35" NB, 4° 17' 3" OL  | 459815 | Neptunusstraat: bouwblok |
| Neptunusstraat: bouwblok | Woonhuis                  | 1917-25               | A.J. Kropholler                  | Neptunusstraat 154        | 52° 6' 35" NB, 4° 17' 3" OL  | 459816 | Neptunusstraat: bouwblok |
| Nieuwe Badkapel | Kerk en kerkonderdeel     | 1916                  | W.Ch. Kuijper                    | Nieuwe Parklaan 90        | 52° 6' 27" NB, 4° 17' 19" OL | 452745 | Meer afbeeldingen |
| Paviljoen von Wied/Paviljoen De Witte | Gezondheidszorg           | 1826-27               | A. Noordendorp                   | Pellenaerstraat 4         | 52° 6' 38" NB, 4° 16' 39" OL | 17875  | Meer afbeeldingen |
| Begraafplaats Ter Navolging | Begraafplaats en -onderdl | 1779 (gesticht)       |                                  | Prins Willemstraat bij 41 | 52° 6' 9" NB, 4° 16' 38" OL  | 17960  | Meer afbeeldingen |
| Antonius Abtkerk | Kerk en kerkonderdeel     | 1925-27               | J.Th.J. Cuypers; P. Cuypers jr.  | Scheveningseweg 235       | 52° 6' 7" NB, 4° 16' 47" OL  | 452746 | Meer afbeeldingen |
| Bouwblok bestaande uit brandweerkazerne annex politiebureau | Overheidsgebouw           | 1905-09               |                                  | Schipperplein 2           | 52° 6' 7" NB, 4° 16' 28" OL  | 452748 | Bouwblok bestaande uit brandweerkazerne annex politiebureau |
| Vrij gesitueerd pension | Woonhuis                  | ca. 1885              |                                  | Seinpostduin 22           | 52° 6' 33" NB, 4° 16' 37" OL | 452749 | Vrij gesitueerd pension |
| Visafslag Scheveningen | Handel en kantoor         | 1964                  |                                  | Visafslagweg 1            | 52° 6' 2" NB, 4° 15' 54" OL  | 532287 | Meer afbeeldingen |
| Ten dele gepleisterd pand zonder verdieping, onder met pannen gedekt zadeldak tussen puntgevels | Woonhuis                  | 1875                  |                                  | Zeekant 8                 | 52° 6' 15" NB, 4° 16' 6" OL  | 18109  | Ten dele gepleisterd pand zonder verdieping, onder met pannen gedekt zadeldak tussen puntgevels |
| Ten dele gepleisterd pand zonder verdieping, onder met pannen gedekt zadeldak tussen puntgevels | Woonhuis                  | 1875                  |                                  | Zeekant 10                | 52° 6' 15" NB, 4° 16' 5" OL  | 18110  | Ten dele gepleisterd pand zonder verdieping, onder met pannen gedekt zadeldak tussen puntgevels |
| Vuurtoren van Scheveningen | Kust- en oevermarkering   | 1875                  | Q. Harder                        | Zeekant 12                | 52° 6' 15" NB, 4° 16' 6" OL  | 18111  | Meer afbeeldingen |
| Gedenknaald Koning Willem I in Scheveningen | Gedenkteken               | 1865                  | J.M. van der Made; A. Roodenburg | Zeekant z.n.              | 52° 6' 21" NB, 4° 16' 11" OL | 18112  | Meer afbeeldingen |
| Ambachtsschool | Onderwijs en wetenschap   | 1930-31               | J. Duiker                        | Zwaardstraat 14           | 52° 6' 8" NB, 4° 16' 34" OL  | 452750 | Meer afbeeldingen |

## Van Stolkpark en Scheveningse Bosjes
De wijk Van Stolkpark en Scheveningse Bosjes kent 24 rijksmonumenten:
| Object                                                                                   | Oorspronkelijke functie? | Bouwjaar | Architect               | Locatie                       | Coördinaten?                 | Nr.?   | Afbeelding        |
| ---------------------------------------------------------------------------------------- | ------------------------ | -------- | ----------------------- | ----------------------------- | ---------------------------- | ------ | ----------------- |
| Villa Collinetto                                                                         | Woonhuis                 | 1893     | P.F.W. Mouton           | Hogeweg 2                     | 52° 5' 56" NB, 4° 17' 11" OL | 452752 | Meer afbeeldingen |
| Vrijstaande door een tuin omgeven eclectische villa gebouwd op samengestelde plattegrond | Woonhuis                 | 1885     | J.C. Mallee             | Hogeweg 8                     | 52° 5' 58" NB, 4° 17' 14" OL | 452753 | Meer afbeeldingen |
| Villa Dennenoord                                                                         | Woonhuis                 | 1891-92  | H. van Jaarsveld        | Hogeweg 16                    | 52° 5' 60" NB, 4° 17' 16" OL | 452754 | Meer afbeeldingen |
| Villa Sandhaghe                                                                          | Woonhuis                 | 1907     | L.J. Falkenburg         | Hogeweg 18                    | 52° 6' 1" NB, 4° 17' 16" OL  | 452755 | Meer afbeeldingen |
| Herenhuis in chaletarchitectuur met tuinhek                                              | Woonhuis                 | 1889     | P.J.W. Andreoli         | Parkweg 5                     | 52° 5' 57" NB, 4° 17' 10" OL | 452756 | Meer afbeeldingen |
| Herenhuis in chaletarchitectuur met tuinhek                                              | Woonhuis                 | 1889     | P.J.W. Andreoli         | Parkweg 7                     | 52° 5' 58" NB, 4° 17' 10" OL | 452757 | Meer afbeeldingen |
| Hejmo Nia d.i. Ons Huis                                                                  | Woonhuis                 | 1907     | A. Broese van Groenou   | Parkweg 9A                    | 52° 5' 59" NB, 4° 17' 9" OL  | 452758 | Meer afbeeldingen |
| Herenhuis in neorenaissancestijl met tuinhek                                             | Woonhuis                 | 1893     | G.J. Kurvers            | Parkweg 12                    | 52° 5' 58" NB, 4° 17' 7" OL  | 452759 | Meer afbeeldingen |
| Herenhuis in neorenaissancestijl met tuinhek                                             | Woonhuis                 | 1893     | G.J. Kurvers            | Parkweg 14                    | 52° 5' 58" NB, 4° 17' 7" OL  | 452760 | Meer afbeeldingen |
| Vrijstaande villa in overgangsarchitectuur                                               | Woonhuis                 | 1906-07  | J. Mutters jr.          | Parkweg 16                    | 52° 5' 59" NB, 4° 17' 7" OL  | 477276 | Meer afbeeldingen |
| Villa Orania                                                                             | Woonhuis                 | 1901-03  |                         | Parkweg 46                    | 52° 6' 8" NB, 4° 17' 11" OL  | 459780 | Meer afbeeldingen |
| Huize Lilly                                                                              | Woonhuis                 | 1892     | A.L. van der Spil       | Professor P.S. Gerbrandyweg 2 | 52° 6' 12" NB, 4° 17' 12" OL | 452769 | Huize Lilly       |
| Villa Hendrika                                                                           | Woonhuis                 | 1883     |                         | Van Stolkweg 2                | 52° 5' 58" NB, 4° 17' 2" OL  | 452761 | Meer afbeeldingen |
| Villa Brigitta                                                                           | Woonhuis                 | 1882     |                         | Van Stolkweg 4                | 52° 5' 59" NB, 4° 17' 1" OL  | 459781 | Meer afbeeldingen |
| Villa Louise                                                                             | Woonhuis                 | 1879     | H. Wesstra jr.          | Van Stolkweg 5                | 52° 5' 54" NB, 4° 17' 7" OL  | 452762 | Meer afbeeldingen |
| Villa Duinoord                                                                           | Woonhuis                 | 1881-82  |                         | Van Stolkweg 6                | 52° 5' 60" NB, 4° 17' 1" OL  | 459782 | Meer afbeeldingen |
| Villa Nieuw Rijswijk                                                                     | Woonhuis                 | 1881-82  | W. Lamkamp; H. de Baan  | Van Stolkweg 7                | 52° 5' 54" NB, 4° 17' 6" OL  | 452763 | Meer afbeeldingen |
| Villa Emma                                                                               | Woonhuis                 | 1886     | H. Wesstra jr.          | Van Stolkweg 7A               | 52° 5' 55" NB, 4° 17' 5" OL  | 459783 | Meer afbeeldingen |
| Villa Frisia                                                                             | Woonhuis                 | 1881-82  | J. de Regt              | Van Stolkweg 13               | 52° 5' 57" NB, 4° 17' 4" OL  | 477277 | Meer afbeeldingen |
| Villa Germania                                                                           | Woonhuis                 | 1882-83  | P.W. Munze H. de Baan   | Van Stolkweg 22               | 52° 6' 7" NB, 4° 17' 4" OL   | 452764 | Meer afbeeldingen |
| Villa Olanda                                                                             | Woonhuis                 | 1886     | A. van Ameyden van Duym | Van Stolkweg 23               | 52° 6' 3" NB, 4° 17' 4" OL   | 452765 | Meer afbeeldingen |
| Villa Margaretha                                                                         | Woonhuis                 | 1881-82  | W.B. van Liefland       | Van Stolkweg 24               | 52° 6' 8" NB, 4° 17' 5" OL   | 452766 | Meer afbeeldingen |
| Villa Austria                                                                            | Woonhuis                 | 1902     | A.A. Mussert            | Van Stolkweg 29A              | 52° 6' 6" NB, 4° 17' 6" OL   | 452767 | Meer afbeeldingen |
| Villa in chaletstijl, op L-vormige plattegrond                                           | Woonhuis                 | 1882     | I.F. Boers              | Van Stolkweg 30               | 52° 6' 9" NB, 4° 17' 8" OL   | 452768 | Meer afbeeldingen |

## Westbroekpark en Duttendel
De wijk Westbroekpark en Duttendel kent 20 rijksmonumenten:
| Object | Oorspronkelijke functie? | Bouwjaar       | Architect                                                                       | Locatie            | Coördinaten?                 | Nr.?   | Afbeelding |
| --- | ------------------------ | -------------- | ------------------------------------------------------------------------------- | ------------------ | ---------------------------- | ------ | --- |
| Dennehove | Appartementengebouw      | 1936-38        | J. Wils                                                                         | Badhuisweg 141     | 52° 6' 13" NB, 4° 17' 53" OL | 477411 | Dennehove |
| Villa in de stijl van de ""Um 1800-beweging"" | Woonhuis                 | 1913           | S. de Clercq                                                                    | Duinroosweg 9      | 52° 6' 16" NB, 4° 18' 8" OL  | 477410 | Villa in de stijl van de ""Um 1800-beweging"" |
| Vrijstaande villa in Engelse landhuisstijl | Woonhuis                 | }              | A.H. Wegerif jr.                                                                | Klatteweg 22       | 52° 6' 12" NB, 4° 18' 17" OL | 477412 | Vrijstaande villa in Engelse landhuisstijl |
| Vrijstaande villa, gebouwd in chaletstijl als dienstwoning voor de opzichter van de gemeentelijke plantsoenendienst                                                | Woonhuis                 | 1860/1898/1908 |                                                                                 | Kwekerijweg 2      | 52° 6' 7" NB, 4° 18' 17" OL  | 477413 | Vrijstaande villa, gebouwd in chaletstijl als dienstwoning voor de opzichter van de gemeentelijke plantsoenendienst                                                |
| Nieuwe_Duinwegbrug | Brug                     | 1890           |                                                                                 | Nieuwe Duinweg 1   | 52° 6' 16" NB, 4° 17' 11" OL | 477414 | Meer afbeeldingen |
| Vrijstaande villa met tuinhek in overgangsarchitectuur | Woonhuis                 | 1899           | J.G. Meijens (vermoedelijk bouw); Anthonie Pieter Smits Henk Fels (uitbreiding) | Nieuwe Parklaan 7  | 52° 6' 2" NB, 4° 17' 58" OL  | 471459 | Vrijstaande villa met tuinhek in overgangsarchitectuur |
| Vrijstaande villa in overgangsarchitectuur | Woonhuis                 | ca. 1900       |                                                                                 | Nieuwe Parklaan 9  | 52° 6' 2" NB, 4° 17' 57" OL  | 477416 | Vrijstaande villa in overgangsarchitectuur |
| Putruwiel | Woonhuis                 | 1904-05        | J.H. Pfeiffer                                                                   | Nieuwe Parklaan 17 | 52° 6' 4" NB, 4° 17' 55" OL  | 477418 | Putruwiel |
| Villa Ninni | Woonhuis                 | 1904-05        | J.H. Pfeiffer                                                                   | Nieuwe Parklaan 55 | 52° 6' 8" NB, 4° 17' 50" OL  | 477419 | Meer afbeeldingen |
| Rudolf Steiner Kliniek | Gezondheidszorg          | 1924-27        | J.W.E. Buijs; J.B. Lürsen                                                       | Nieuwe Parklaan 58 | 52° 6' 8" NB, 4° 17' 45" OL  | 46630  | Meer afbeeldingen |
| Het Weide Huis | Woonhuis                 | 1928           | D. Roosenburg                                                                   | Nieuwe Parklaan 60 | 52° 6' 18" NB, 4° 17' 40" OL | 477420 | Het Weide Huis |
| Windekind | Woonhuis                 | 1927-28        | D. Roosenburg                                                                   | Nieuwe Parklaan 76 | 52° 6' 22" NB, 4° 17' 34" OL | 477677 | Meer afbeeldingen |
| Hoofdkantoor KLM | Handel en kantoor        | 1949           |                                                                                 | Plesmanweg 1       | 52° 5' 58" NB, 4° 18' 9" OL  | 530887 | Meer afbeeldingen |
| Villa De Sprank | Woonhuis                 | 1914           | A.P. Smits; J.B. Fels                                                           | Tapijtweg 1A       | 52° 6' 14" NB, 4° 18' 19" OL | 477421 | Meer afbeeldingen |
| Villa Duynrose | Woonhuis                 | 1914           | A.P. Smits; J.B. Fels                                                           | Tapijtweg 10       | 52° 6' 19" NB, 4° 18' 9" OL  | 477402 | Villa Duynrose |
| Linkerdeel van een vrijstaand bouwblok, bestaande uit twee symmetrische villa's                                                                                    | Woonhuis                 | 1908           | A. Broese van Groenou                                                           | Van Lennepweg 30   | 52° 6' 8" NB, 4° 17' 55" OL  | 477422 | Linkerdeel van een vrijstaand bouwblok, bestaande uit twee symmetrische villa's                                                                                    |
| Rechterdeel van een vrijstaand bouwblok, bestaande uit twee symmetrische villa's                                                                                   | Woonhuis                 | 1908           | A. Broese van Groenou                                                           | Van Lennepweg 32   | 52° 6' 8" NB, 4° 17' 54" OL  | 477423 | Rechterdeel van een vrijstaand bouwblok, bestaande uit twee symmetrische villa's                                                                                   |
| Linkerdeel van een vrijstaand bouwblok bestaande uit twee symmetrische villa's, gebouwd in overgangsarchitectuur, gecombineerd met kenmerken van de 'Stick-style'  | Woonhuis                 | 1907           |                                                                                 | Van Lennepweg 38   | 52° 6' 9" NB, 4° 17' 52" OL  | 477424 | Linkerdeel van een vrijstaand bouwblok bestaande uit twee symmetrische villa's, gebouwd in overgangsarchitectuur, gecombineerd met kenmerken van de 'Stick-style'  |
| Rechterdeel van een vrijstaand bouwblok bestaande uit twee symmetrische villa's, gebouwd in overgangsarchitectuur, gecombineerd met kenmerken van de 'Stick-style' | Woonhuis                 | 1907           |                                                                                 | Van Lennepweg 40   | 52° 6' 9" NB, 4° 17' 52" OL  | 477425 | Rechterdeel van een vrijstaand bouwblok bestaande uit twee symmetrische villa's, gebouwd in overgangsarchitectuur, gecombineerd met kenmerken van de 'Stick-style' |
| De Zeemeeuw | Woonhuis                 | 1902-03        | H. Van de Velde                                                                 | Wagenaarweg 30     | 52° 6' 4" NB, 4° 17' 46" OL  | 18075  | Meer afbeeldingen |

## Zorgvliet
De wijk Zorgvliet kent 27 rijksmonumenten:
| Object | Oorspronkelijke functie?  | Bouwjaar                                 | Architect                                               | Locatie                     | Coördinaten?                 | Nr.?   | Afbeelding |
| --- | ------------------------- | ---------------------------------------- | ------------------------------------------------------- | --------------------------- | ---------------------------- | ------ | --- |
| Catshuis | Woonhuis                  | 1617                                     | C.D. van Balckeneynde                                   | Adriaan Goekooplaan 10      | 52° 5' 25" NB, 4° 17' 6" OL  | 17411  | Meer afbeeldingen |
| Zorgvliet | Appartementengebouw       | 1923-27                                  | A. Broese van Groenou; A. Alberts (woonhotel oorsprong) | Alexander Gogelweg 1        | 52° 5' 11" NB, 4° 17' 3" OL  | 477401 | Zorgvliet |
| Huize Mellard | Woonhuis                  | 1913                                     | Z. Hoek; J.T. Wouters                                   | Alexander Gogelweg 2        | 52° 5' 15" NB, 4° 17' 11" OL | 487574 | Huize Mellard |
| Simpang | Woonhuis                  | 1913-14                                  | E. Cuypers                                              | Alexander Gogelweg 4        | 52° 5' 13" NB, 4° 17' 7" OL  | 477386 | Meer afbeeldingen |
| Woonhuis van kenmerkend expressionistisch kubistische architectuur                                                                                    | Woonhuis                  | 1920                                     | W.M. Dudok                                              | Alexander Gogelweg 20       | 52° 5' 9" NB, 4° 17' 5" OL   | 46626  | Meer afbeeldingen |
| Complex van de First Church of Christ, Scientist | Kerk en kerkonderdeel     | 1925-27                                  | H.P. Berlage                                            | Andries Bickerweg 1A        | 52° 5' 9" NB, 4° 17' 16" OL  | 17453  | Meer afbeeldingen |
| Gondang | Woonhuis                  | 1913                                     | S. de Clercq                                            | Andries Bickerweg 1C        | 52° 5' 10" NB, 4° 17' 14" OL | 477387 | Gondang |
| Helft van een vrijstaand bouwblok bestaande uit twee symmetrische in de diepte van een smal kavel geschakelde villa's in een historiserende bouwstijl | Woonhuis                  | 1914-17                                  | Z. Hoek; J.T. Wouters                                   | Andries Bickerweg 5A        | 52° 5' 14" NB, 4° 17' 12" OL | 477384 | Helft van een vrijstaand bouwblok bestaande uit twee symmetrische in de diepte van een smal kavel geschakelde villa's in een historiserende bouwstijl |
| Vrijstaande villa in een historiserende bouwstijl | Woonhuis                  | 1912-13                                  | J.W. Hanrath                                            | Buitenrustweg 3             | 52° 5' 14" NB, 4° 17' 27" OL | 487569 | Meer afbeeldingen |
| Theodora | Woonhuis                  | 1913                                     | A.P. Smits; J.B. Fels                                   | Carnegielaan 9              | 52° 5' 11" NB, 4° 17' 31" OL | 477388 | Theodora |
| Tenrande | Woonhuis                  | 1913                                     | J. Mutters jr.                                          | Carnegielaan 11             | 52° 5' 8" NB, 4° 17' 33" OL  | 477389 | Meer afbeeldingen |
| Kantoorgebouw | Handel en kantoor         | 1951-53                                  | A. van der Steur                                        | Churchillplein 1            | 52° 5' 39" NB, 4° 17' 3" OL  | 530892 | Meer afbeeldingen |
| Beukenhage | Woonhuis                  | 1913-15                                  | A. Mulder                                               | Jacob Catslaan 2            | 52° 5' 20" NB, 4° 17' 34" OL | 477390 | Beukenhage |
| Vrijstaande villa in een historiserende bouwstijl | Woonhuis                  | 1925                                     |                                                         | Jacob Catslaan 14           | 52° 5' 12" NB, 4° 17' 20" OL | 477391 | Vrijstaande villa in een historiserende bouwstijl |
| Helft van een vrijstaand bouwblok bestaande uit twee symmetrische in de diepte van een smal kavel geschakelde villa's in een historiserende bouwstijl | Woonhuis                  | 1914-17                                  | Z. Hoek; J.T. Wouters                                   | Johan de Wittlaan 12        | 52° 5' 14" NB, 4° 17' 13" OL | 477385 | Helft van een vrijstaand bouwblok bestaande uit twee symmetrische in de diepte van een smal kavel geschakelde villa's in een historiserende bouwstijl |
| Vrijstaande villa in een historiserende bouwstijl | Woonhuis                  | 1915                                     | L.J. Falkenburg                                         | R.J. Schimmelpennincklaan 3 | 52° 5' 11" NB, 4° 17' 1" OL  | 477392 | Vrijstaande villa in een historiserende bouwstijl |
| Zorgvliet: Tuinmuur | Tuin, park en plantsoen   | 1920                                     |                                                         | Scheveningseweg bij 24      | 52° 5' 34" NB, 4° 17' 22" OL | 530029 | Upload foto |
| Zorgvliet: Historische aanleg | Tuin, park en plantsoen   |                                          |                                                         | Scheveningseweg bij 24      | 52° 5' 24" NB, 4° 17' 18" OL | 530028 | Upload foto |
| Zorgvliet: overwelfde doorgang in het park | Tuin, park en plantsoen   |                                          |                                                         | Scheveningseweg bij 24      | 52° 5' 34" NB, 4° 17' 22" OL | 530030 | Upload foto |
| Kunstmuseum: Hoofdgebouw | Welzijn, kunst en cultuur | 1931-35                                  | H.P. Berlage                                            | Stadhouderslaan 41          | 52° 5' 22" NB, 4° 16' 50" OL | 461450 | Meer afbeeldingen |
| Kunstmuseum: Paviljoen/brasserie | Sport en recreatie        | 1931-35                                  | H.P. Berlage                                            | Stadhouderslaan 41          | 52° 5' 23" NB, 4° 16' 55" OL | 461613 | Meer afbeeldingen |
| Kunstmuseum: Stookhuis | Onderwijs en wetenschap   | 1931-35                                  | H.P. Berlage                                            | Stadhouderslaan 41          | 52° 5' 24" NB, 4° 16' 53" OL | 461614 | Meer afbeeldingen |
| Kunstmuseum: Vijverpaviljoen | Welzijn, kunst en cultuur | 1931-35                                  | H.P. Berlage                                            | Stadhouderslaan 41          | 52° 5' 21" NB, 4° 16' 49" OL | 461615 | Meer afbeeldingen |
| Kantoorgebouw met conciërgewoning en groenstrook | Handel en kantoor         | 1955                                     |                                                         | Stadhoudersplantsoen 12     | 52° 5' 17" NB, 4° 16' 60" OL | 530833 | Meer afbeeldingen |
| Voormalige Japanse Ambassade | Woonhuis                  |                                          | J. Limburg                                              | Tobias Asserlaan 2          | 52° 5' 9" NB, 4° 17' 30" OL  | 18068  | Meer afbeeldingen |
| Vrijstaande villa in een historiserende bouwstijl | Woonhuis                  | 1913 (bouw) 1918-19 (kleine wijzigingen) | L.J. Falkenburg (bouw); G.J. Hamer (wijzigingen)        | Tobias Asserlaan 6          | 52° 5' 9" NB, 4° 17' 23" OL  | 487565 | Meer afbeeldingen |
| Vrijstaande villa in een historiserende bouwstijl, Indonesische Ambassade                                                                             | Woonhuis                  | 1913                                     | M.A. van Nieukerken; J. van Nieukerken                  | Tobias Asserlaan 8          | 52° 5' 10" NB, 4° 17' 19" OL | 477397 | Meer afbeeldingen |